# Alfred Walter Heymel
Alfred Walter Heymel (né le 6 mars 1878 à Dresde - mort le 26 novembre 1914 à Berlin) était un écrivain saxon et éditeur, qui a également publié sous les pseudonymes de Spectator Germanicus et Alfred Demel. Il est le fondateur de la maison d'édition Insel.
Rudolf Vogel est un fils adoptif d'Alfred Walter Heymel.

« Quelques années auparavant un poète amateur de l'espèce la plus cultivée avait conçu le projet de ne pas employer son argent à entretenir une écurie de chevaux de course, mais de le consacrer à une entreprise qui servît les valeurs spirituelles. Alfred Walter Heymel, insignifiant en tant que poète, résolut de fonder en Allemagne, où l'édition repose principalement sur une base commerciale, une maison qui, sans égard au profit matériel et même préparée à subir des pertes constantes, tiendrait comme règle déterminante pour la publication d'un ouvrage non pas les chances de vente, mais sa valeur intrinsèque »

— Le monde d'hier. Détour sur les chemins qui me ramène à moi. Stefan Zweig